# St.-Margarethen-Kirche (Patzig)

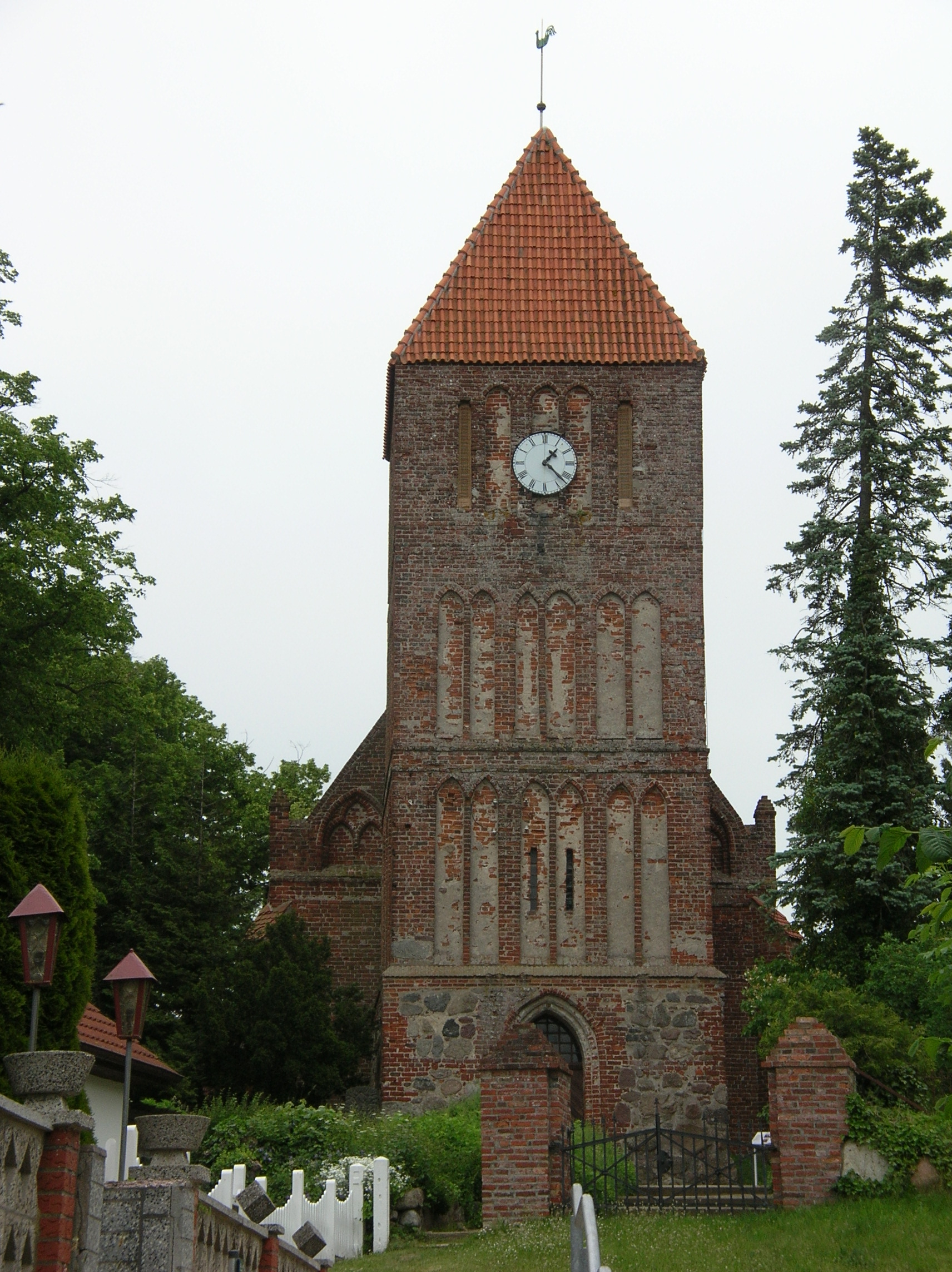
Die St.-Margarethen-Kirche (Patzig)

Die St.-Margarethen-Kirche in Patzig auf der Insel Rügen ist ein aus dem 15. Jahrhundert stammendes gotisches Kirchengebäude.

## Geschichte und Architektur
Am Standort der heutigen Kirche wurde schon im Jahr 1318 eine Kirche errichtet, von dessen Bausubstanz allerdings nichts erhalten ist. Die Kirche erhielt das Patrozinium der Heiligen Margarethe.
Der dreijochige, polygonal geschlossene Chor wurde nach dendrochronologischer Datierung (d) 1410 errichtet; die nördlich gelegene Sakristei wie auch das Kirchenschiff mit blendengegliedertem Westgiebel folgten 1426 (d). Im Innern ist das Schiff mit Kreuzgewölben geschlossen. Der Triumphbogen ist annähernd rundbogig; in den Schiffs- und Chorwänden sind Spitzbogennischen eingelassen. Die Strebepfeiler des Chores sind wie an der Dorfkirche Kasnevitz außen und im Schiff nach innen gezogen.
Um 1500 entstand der Kirchturm mit hohem Sockel aus Feldstein, drei blendengegliederten Obergeschossen und steilem Walmdach. Die Wandmalereien mit primitivem ornamentalem Dekor und Drolerieköpfen entstanden nach einer Inschrift 1466.

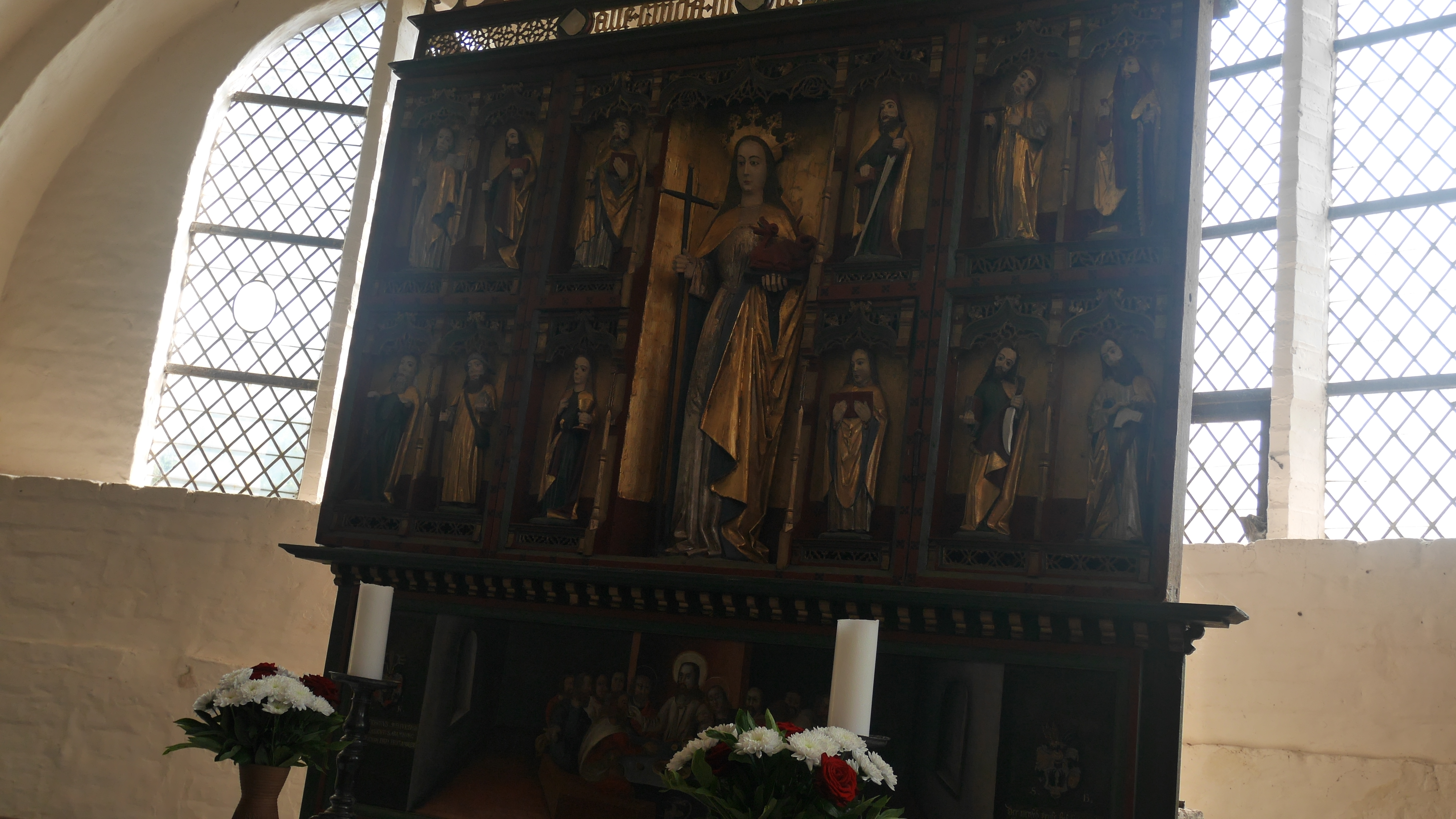
Altar
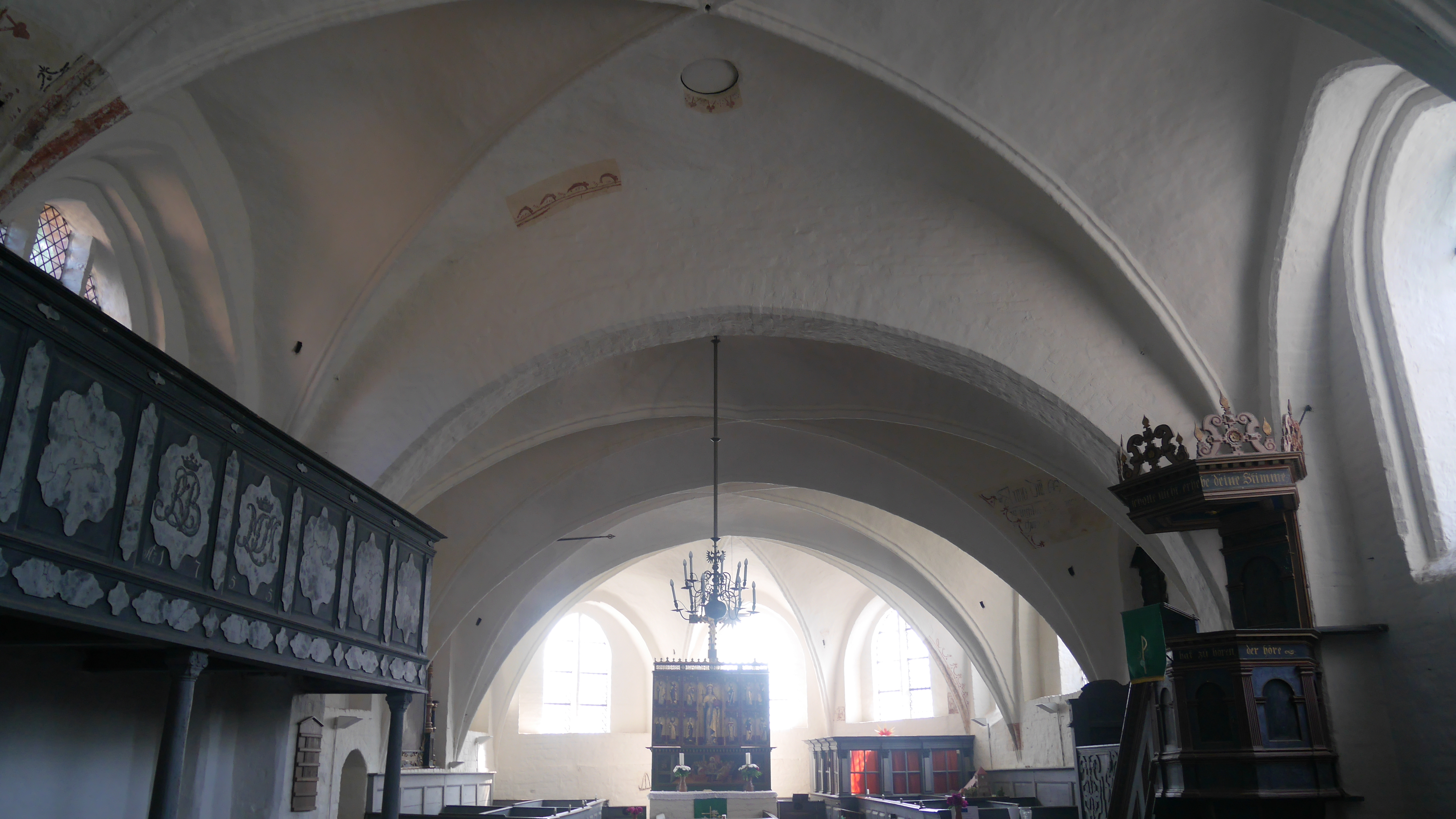
Blick zum Chor
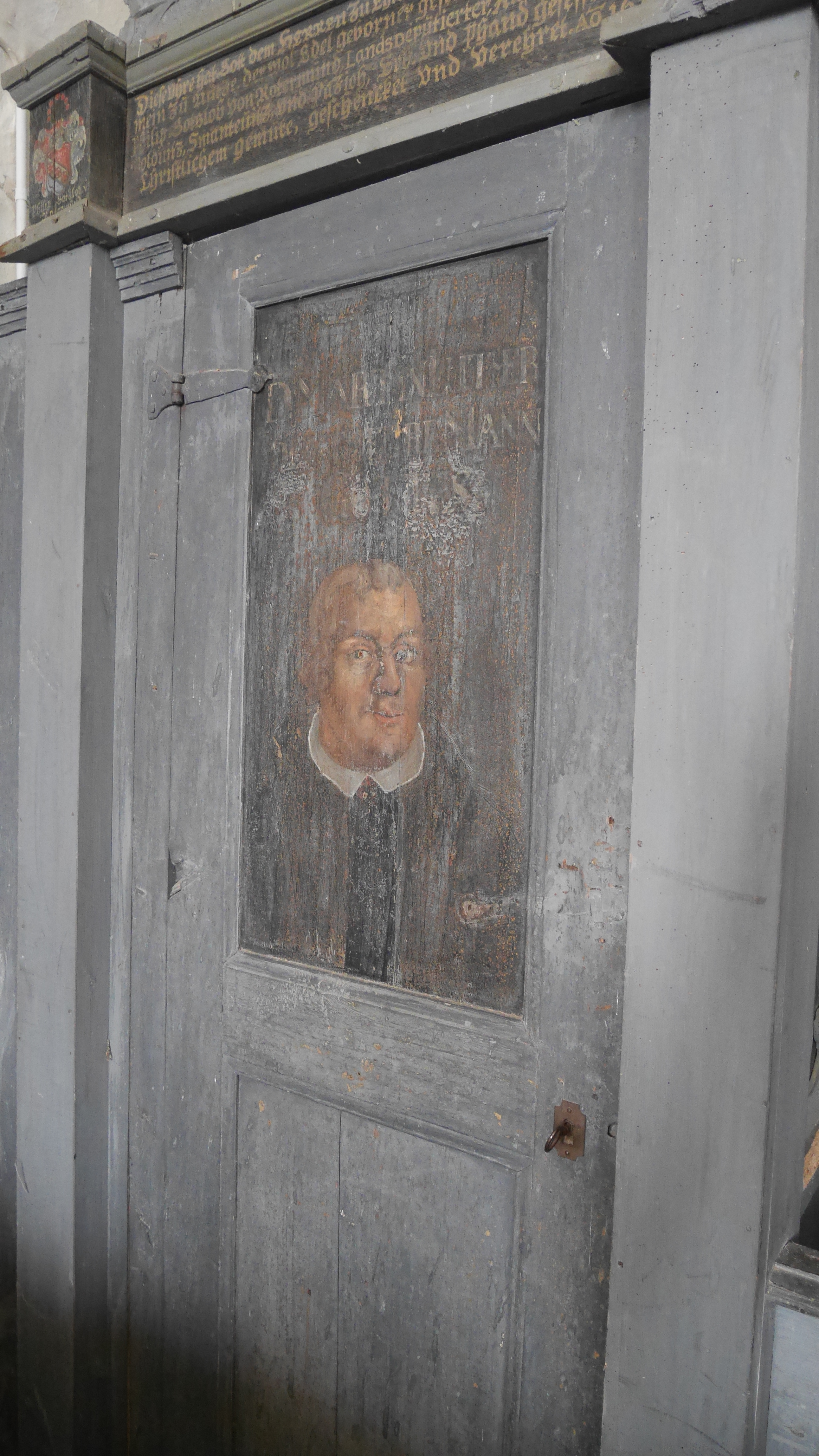
Tür mit Lutherbild
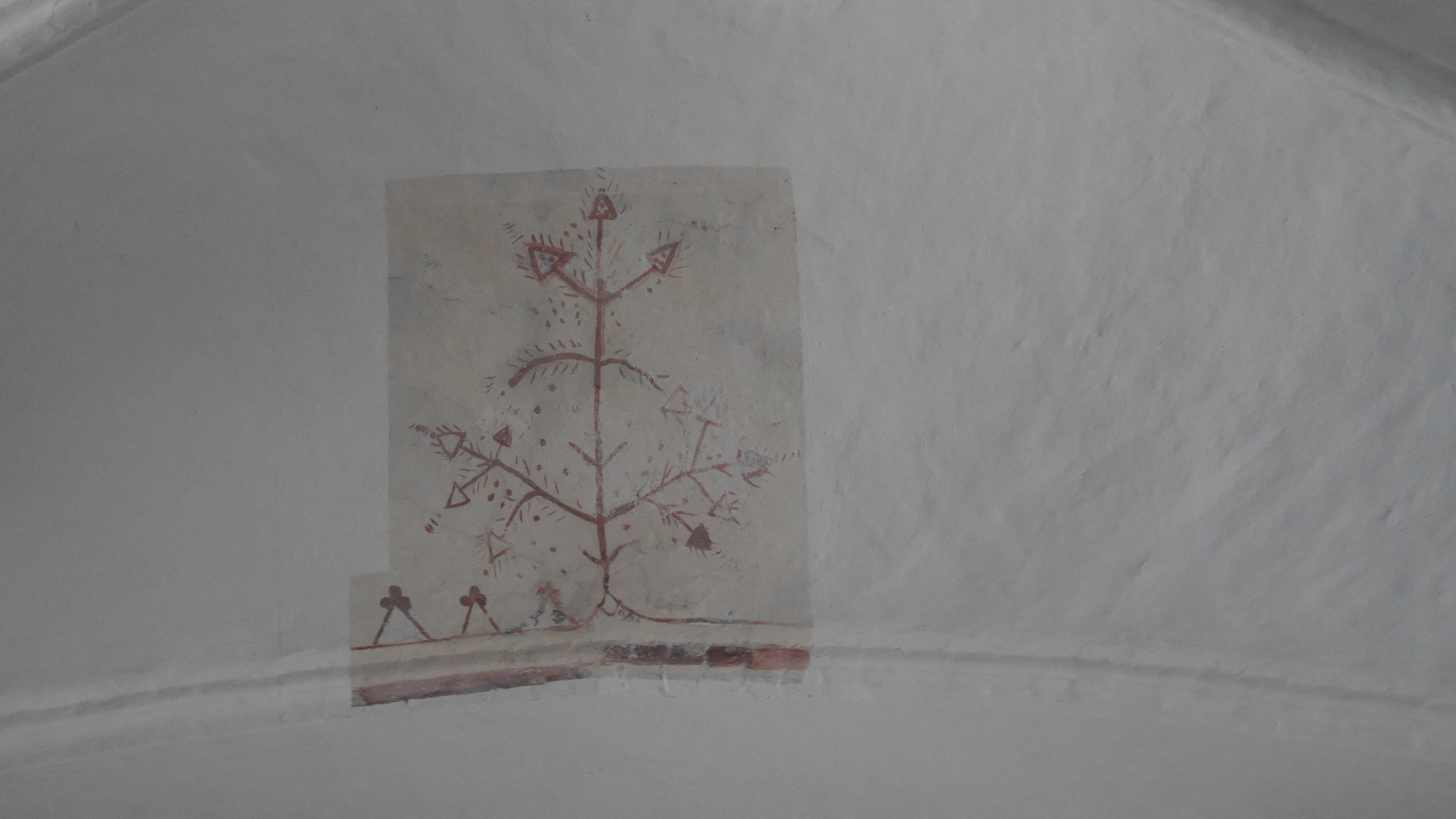
Deckenmalerei
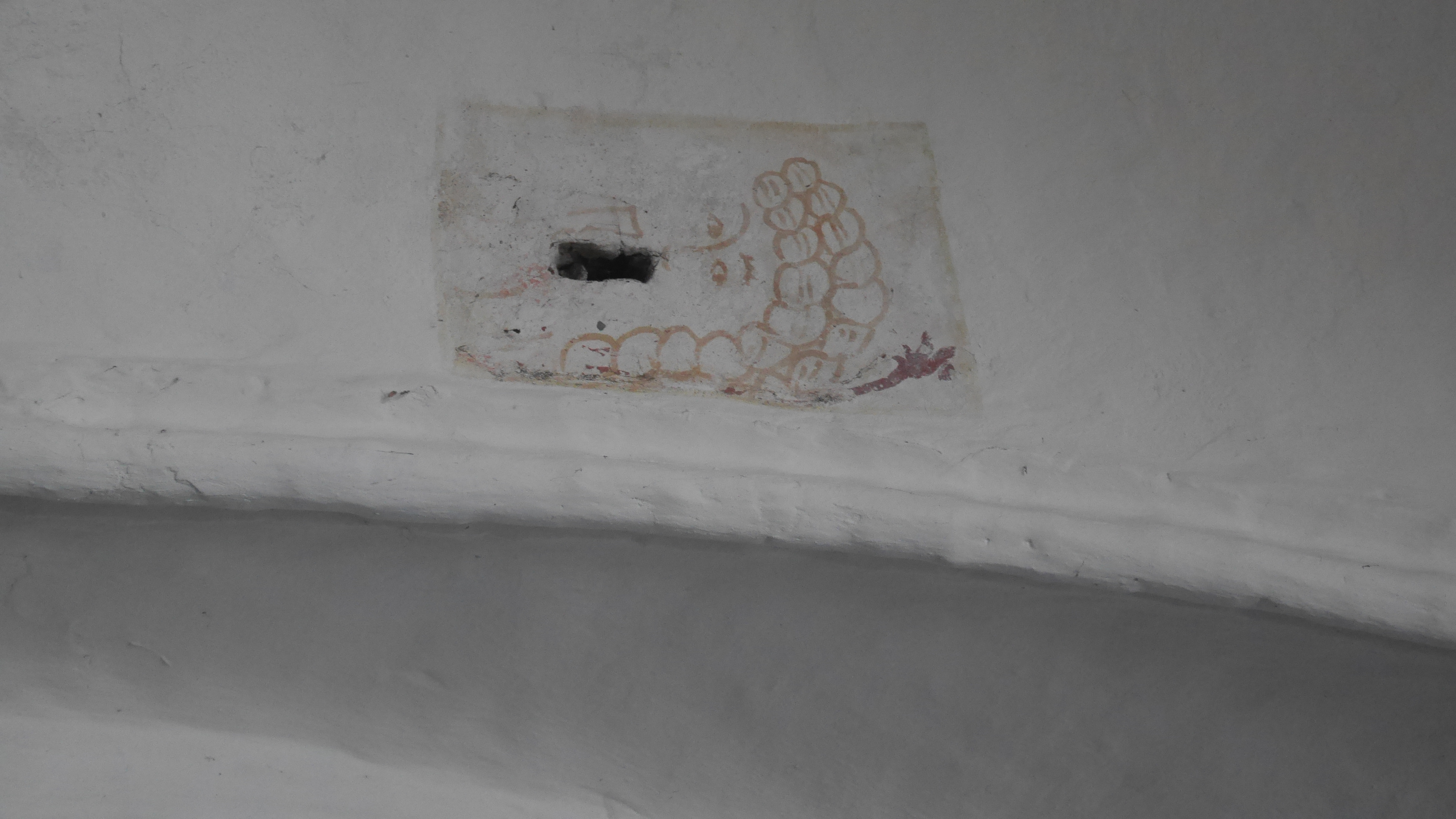
Maske
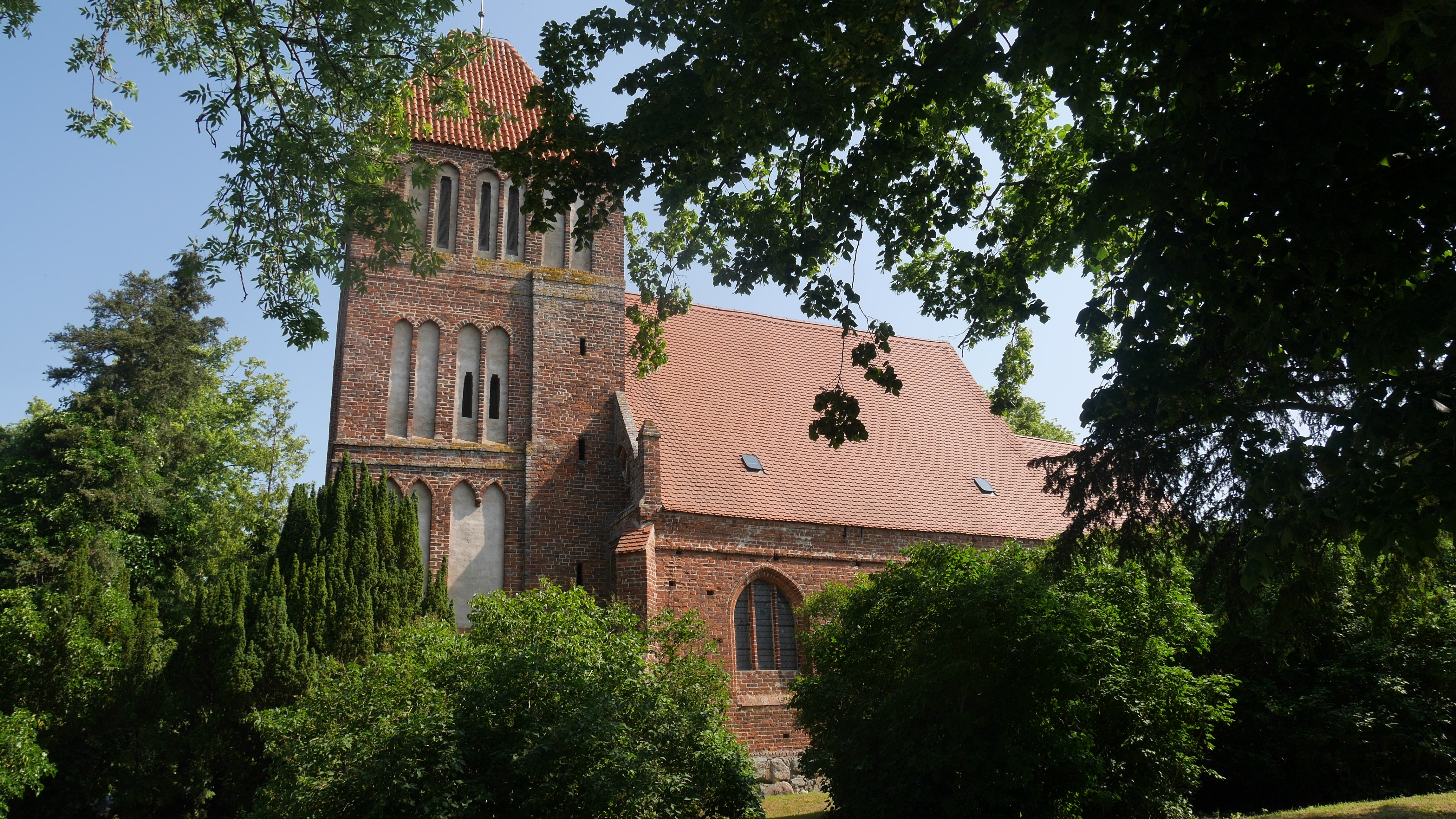
Südansicht

## Ausstattung
Der Schnitzaltar aus der Mitte des 15. Jahrhunderts zeigt im Schrein die heilige Margarethe, daneben und in den Flügeln zwei Reihen von Aposteln und Heiligen mit teilweise frei erneuerten Attributen unter flachen Maßwerkbaldachinen. Die Außenseiten der Flügel sind mit je zwei gemalten Szenen aus der Margarethenlegende bemalt. Als oberer Abschluss ist ein Brett mit durchbrochenem Maßwerkornament, einer Widmungsinschrift, leeren Wappenmedaillons und einem niedrigen Krabbenkamm angebracht. Die Predella aus der Mitte des 17. Jahrhunderts zeigt eine gemalte Abendmahlsdarstellung zwischen Wappen derer von Krassow und Buggenhagen. Die Altarschranke stammt aus dem 18. Jahrhundert.

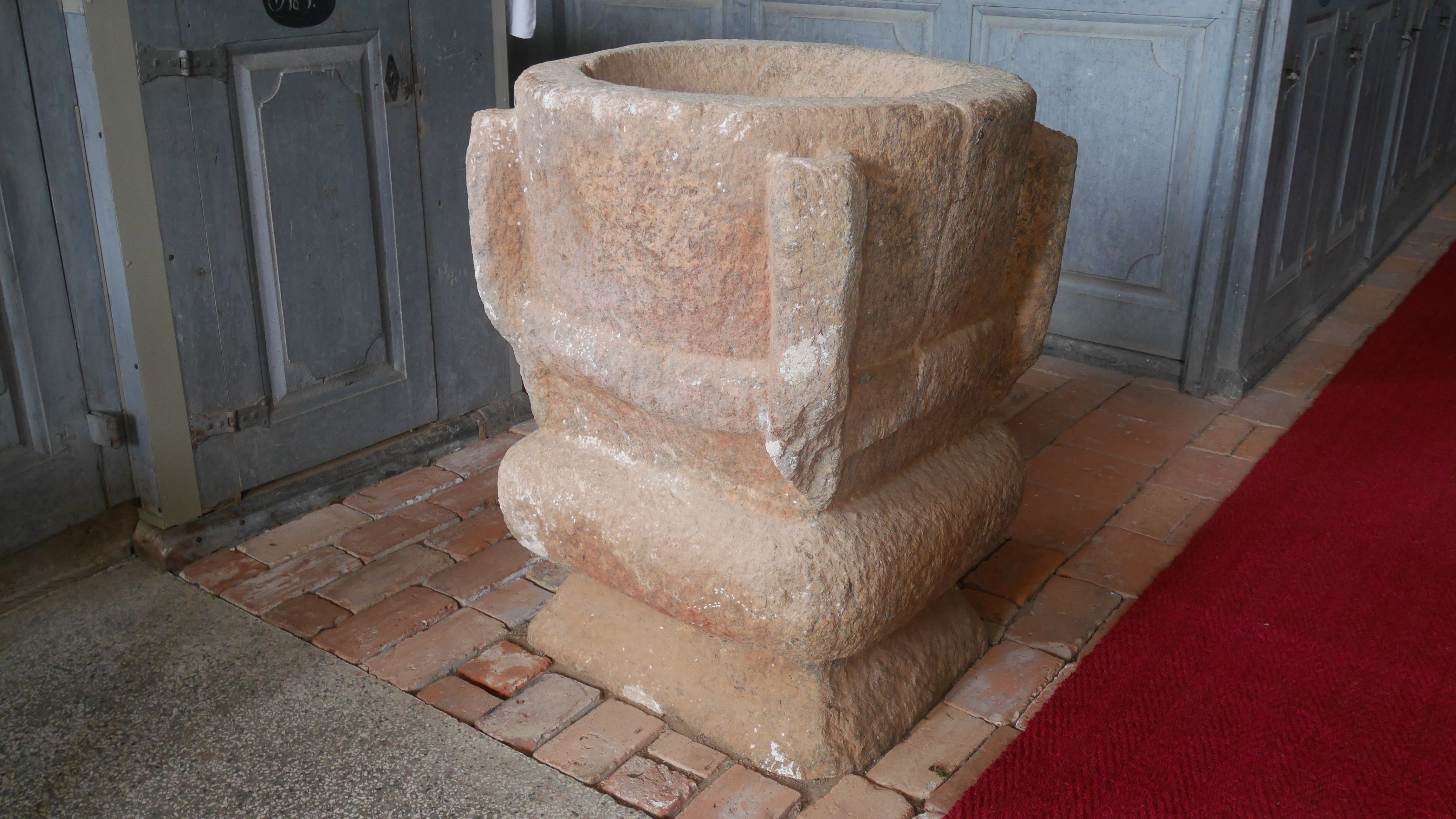
Romanischer Taufstein

Ein Altarbild von 1889 mit der Darstellung Christi als Heiler (Kopie nach C. Richter) in neugotischer Rahmung stammt von Richard Rassow aus dem Jahr 1889. Ein Lesepult aus Holz aus dem 17. Jahrhundert in Schrankform ist mit Grotesken bemalt.
Der im Turmraum befindliche Taufstein aus Granit entstand um 1250; er ist ein Relikt des Vorgängerbaus und vermutlich der älteste Taufstein Rügens.
Die Kanzel stammt aus der ersten Hälfte des 17. Jahrhunderts. Die Brüstung des Korbes ist architektonisch, die des Aufgangs durch Rautenfelder gegliedert. Am Schalldeckel finden sich durchbrochene Beschlagwerksornamente. Der Aufgang wurde wohl im 18. Jahrhundert durch Teile eines Uhrgehäuses mit dem Wappen Philip Gotslob von Rotermund und Anna von Normann aus dem Jahr 1652 erweitert. Auf der Tür findet sich ein Bild Luthers.
Eine im Boden vor dem Altar eingelassene Grabplatte stammt aus dem Jahr 1339, aus dem Vorgängerbau. Sie erinnert an den Geistlichen Petrus de Paceke (Petrus von Patzig), der in der Gemeinde tätig war. Ein Epitaph von Passow († 1651) zeigt eine gerahmte Inschrifttafel mit Dreiecksgiebel.

### Orgel
Die neugotische Orgel mit acht Registern wurde 1846 in der Stralsunder Werkstatt Nerlich & Haase gefertigt. Sie wurde im Jahr 1999 von Sebastian Knebel restauriert und ist in vollem Umfang spielfähig. Die Disposition lautet:
| Manual C–d3     |       |
| Bordun          | 16′   |
| Gedackt         | 8′    |
| Flauto traverso | 8′    |
| Principal       | 4′    |
| Gedackt         | 4′    |
| Quinte          | 2 ⁄3′ |
| Octave          | 2´    |
| Trompete (B+D)  | 8′    |

| Pedal C–c1 |
| angehängt  |

## Pastoren
- Johann Joachim Susemihl (1756–1797), Pastor von 1787 bis 1796
- Jakob Wallenius (1761–1819), Pastor von 1810 bis 1819

## Gemeinde
Zur Gemeinde gehören die Dörfer Patzig, Woorke, Ramitz, Thesenvitz, Ralswiek, Gnies und einige Ortsteile.  Sie ist dauerhaft verbunden mit den Gemeinden Schaprode und Trent sowie Neuenkirchen. Das Pfarramt befindet sich in Schaprode. Die evangelische Kirchgemeinde gehört seit 2012 zur Propstei Stralsund im Pommerschen Evangelischen Kirchenkreis der Evangelisch-Lutherischen Kirche in Norddeutschland. Vorher gehörte sie zum Kirchenkreis Stralsund der Pommerschen Evangelischen Kirche.